# Derevleanî, Kameanka-Buzka
Derevleanî (în ucraineană Деревляни) este un sat în comuna Streptiv din raionul Kameanka-Buzka, regiunea Liov, Ucraina.

## Demografie
Componența lingvistică a localității Derevleanî
     Ucraineană (100%)
Conform recensământului din 2001, toată populația localității Derevleanî era vorbitoare de ucraineană (100%).